# Дон Маттео
«Дон Маттео» (итал. Don Matteo) — итальянский телесериал, транслируемый с 2000 года на телеканале Rai 1.

## Сюжет
Главный герой сериала — отец Маттео (изображаемый Теренсом Хиллом), католический священник из прихода города Сполето в провинции Перуджа, который также известен своим непревзойдённым талантом в расследовании местных криминальных историй. Отец Маттео — мудрый и уважаемый человек, который действительно умеет понимать проблемы людей и всегда готов помочь. Благодаря своему обаянию и позитивному настрою, он часто помогает преступникам на их пути к искуплению вины и всегда убеждает их признаться в своих преступлениях, приняв на себя ответственность.
Комик Нино Фрассика изображает маршала (одно из званий, примерно от старшего солдата до старшины) карабинеров Нино Чеккини (итал. Nino Cecchini), карабинера средних лет, который также является лучшим другом Маттео, он один из главных сопротагонистов, часто добавляющий юмора в сериал. Среди других известных актеров — Флавио Инсинна, который играл капитана Флавио Анчески (итал. Flavio Anceschi) с 2000 по 2006 год, Милена Микони, которая играла Лауру Респиги (итал. Laura Respighi), любовницу Анчески, и Симоне Монтедоро, игравшего роль капитана Джулио Томмази (итал. Giulio Tommasi), преемника Анчески, начиная с шестого сезона, а также Мария Кьяра Джаннетта в роли Анны Оливьери (итал. Anna Olivieri). В одной из серий двенадцатого сезона сыграла итальянская актриса Эва Чела.
У сериала есть польская адаптация «Отец Матеуш» (2008 — н. в.) производства TVP и российская адаптация «Отец Матвей» (2014) производства кинокомпании «Русское».